# Douglas F3D Skyknight
El Douglas F3D Skyknight (designado posteriormente como F-10 Skyknight) fue un avión de combate estadounidense, bimotor de ala media, construido por la Douglas Aircraft Company en El Segundo, California. El F3D fue diseñado como un avión todo tiempo basado en portaaviones y que sirvió en la Armada y el Cuerpo de Marines en los Estados Unidos. La misión de los F3D-2 fue buscar y destruir aeronaves enemigas por la noche.
El F3D Skyknight nunca fue producido en gran número, pero logró introducir varias novedades dentro de su cometido como caza nocturno en la guerra de Corea. Aunque nunca alcanzó la fama del F-86 Sabre, superó a varios MiG-15 soviéticos como caza nocturno en Corea, con solo una pérdida en combate aéreo contra un MiG-15 de la Fuerza Aérea China, hecho que sucedió la noche del 29 de mayo de 1953.
El Skyknight jugó un importante papel en el desarrollo de los misiles AIM-7 Sparrow, guiados por radar, los cuales encabezarían los posteriores desarrollos de los misiles aire-aire. También sirvió como plataforma de guerra electrónica en la guerra de Vietnam, como precursor del EA-6A Intruder y el EA-6B Prowler. Esta aeronave es a veces también llamada, de forma no oficial, “Skynight”, eliminando la segunda k. El inusual perfil robusto de la aeronave le ganó el apodo de la ballena Willie. Algunos veteranos del Cuerpo de Marines se han referido al Skyknigth como Drut cuyo significado se obtiene al leerse al revés, trud (mojón). Esto puede hacer referencia a su antigüedad, su apariencia poco favorecedora o a su toma de aire a baja altura que los hacía vulnerables a daños por objetos externos.

## Diseño y desarrollo

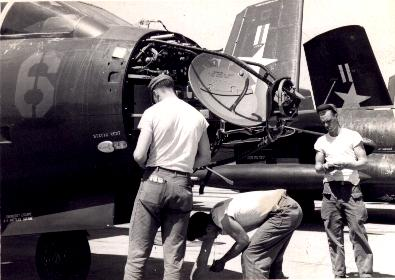
Mantenimiento de un radar APQ-35 de un F3D-2 en Corea, 1953.

El F3D no fue diseñado para ser un ágil y elegante caza de combate cercano, pero, para su cometido, el combate nocturno, estaba equipado con un poderoso sistema de radar y un segundo miembro de la tripulación (biplaza). Se originó en 1945, por un requerimiento de la Armada estadounidense, de un reactor todo tiempo, equipado con radar y basado en portaaviones. El equipo de la Douglas, liderado por Ed Heinemann, diseñó lo que sería el más voluminoso sistema de radar de intercepción aérea de su tiempo, con una cabina en tándem para el piloto y el operador de radar. El resultado fue un avión con un fuselaje amplio, profundo y de una sola ala. En vez de asientos de eyección, fue utilizado un túnel de escape, similar al usado en el A-3 Skywarrior.
El XF3D-1 venció como avión de reacción de combate nocturno al prototipo G-75 de la Grumman, que tenía dos asientos y cuatro motores Westinghouse J30; el contrato se llevó a cabo el 11 de abril de 1946. La Oficina de Aeronáutica (BuAer) de la Armada estadounidense también mantuvo un contrato con Grumman por dos aviones experimentales G-75 (según designación de la compañía) o XF9F (según designación de la BuAer), llevado a cabo el 11 de abril de 1946, en caso de que el desarrollo del Skyknight tuviera problemas. Grumman entendió pronto que el G-75 era un diseño perdido y empezó a trabajar en un proyecto completamente diferente: un avión de combate diurno, de un solo motor, conocido como el Grumman G-79, que se convertiría en el F9F Panther.
El primer vuelo del XF3D-1 se llevó a cabo el 23 de marzo de 1948 en el complejo de El Segundo de la Douglas, y como piloto de pruebas iba Russell William Thaw operando los mandos. Posteriores vuelos de prueba fueron llevados a cabo en El Segundo hasta octubre de 1948. Otros tres prototipos fueron llevados hacia la Base Muroc de la Fuerza Aérea (después renombrada Base Edwards) para pruebas de servicio. La potencia del avión viene de dos motores turborreactores Westinghouse J34-WE-24 de 1945, con 1.361 kgf, montados debajo del nacimiento de las alas rectas. El ala recta seguía el estándar de la entonces edad temprana de la propulsión a chorro. Un contrato de producción de 28 F3D-1 con motores J34-WE-32 fue llevado a cabo en junio de 1948, volando el primer aeroplano el 13 de febrero de 1950.
Como avión de combate nocturno no se esperaba que fuera tan rápido y menudo como los aviones diurnos, la expectativa fue que tuviera una plataforma estable para su sistema de radar y los cuatro cañones de 20 mm montados en el fuselaje inferior. El F3D fue, sin embargo, capaz de derribar un MiG-15 que estaba dentro de un círculo. Para el sistema de control de objetivos se utilizó el avanzado Westinghouse Electric AN/APQ-35. El AN/APQ-35 era una combinación de tres radares diferentes, cada uno con funciones separadas: un radar de búsqueda AN/APS-21, un radar de seguimiento AN/AG-26, ambos localizados en el morro del avión, y un radar guardaespaldas AN/APS-28 en la cola. La complejidad de este sistema de radar, basado en un tubo de aspiración, que fue producido antes de la llegada de los semiconductores electrónicos, hacía necesario un mantenimiento intensivo para tenerlo funcionando adecuadamente.
El F3D-1 fue seguido por el F3D-2, que había sido ordenado en agosto de 1949. Se pretendió que el F3D-2 tuviera motores Westinghouse J46, montados externamente en amplias góndolas, para reemplazar a los J34-WE-32 del F2D-1. Debido a problemas en el desarrollo de los J46, los F3D-2 fueron equipados inicialmente con motores J34-WE-36. Posteriormente, estos motores serían sustituidos por los J34-WE-38, más fiables, y que mejoraron las prestaciones de la aeronave. En los F3D-2 también se incorporó y mejoró el sistema Westinghouse AN/APQ-36 de control de objetivos. Un total de 237 F3D-2 fueron construidos hasta que la producción finalizó, hecho que sucedió el 23 de marzo de 1952. Fue planeada una nueva versión, la F3D-3 con ala en flecha y motores J46, pero fue retirada cuando el programa de los J46, plagado de problemas, fue cancelado.

## Historia operacional

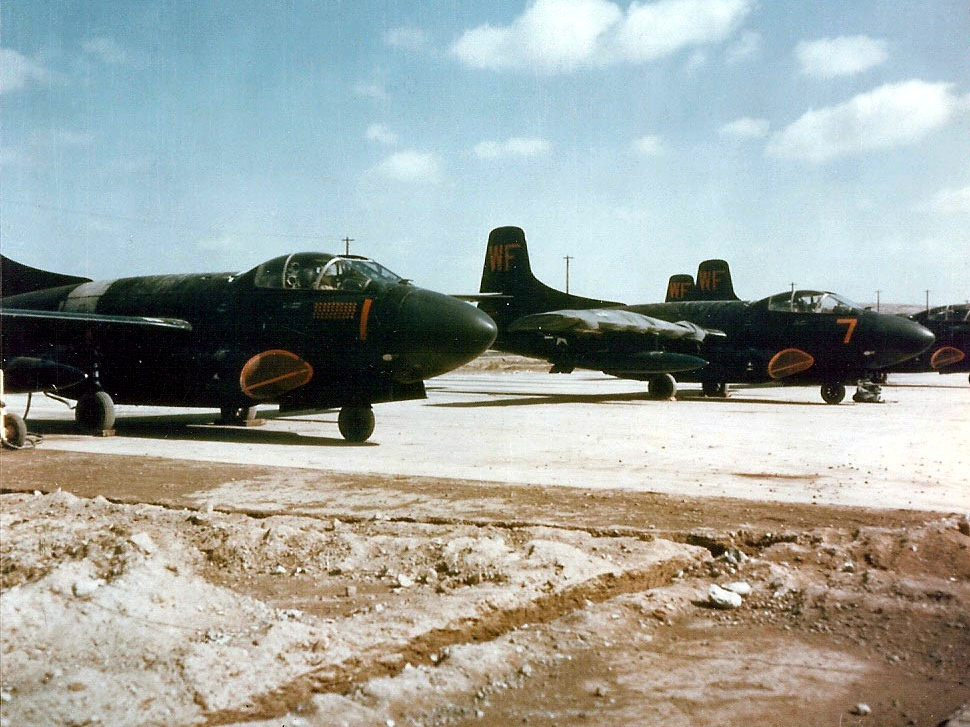
Aviones F3D-2 del Escuadrón de Ataque 513 del Cuerpo de Marines, en Kunsan, Corea del Sur, en 1953.

### Guerra de Corea
Los 28 F3D-1 fueron usados inicialmente para entrenar a operadores del F3D y no entraron en combate en la guerra de Corea. Los F3D-2 fueron movilizados a Corea solamente por los escuadrones con base terrestre (no en portaaviones) del Cuerpo de Marines de los Estados Unidos, comenzando en septiembre de 1952 Los Skyknight derribaron a más enemigos aéreos que ningún otro tipo de aeronave naval.
La primera victoria en combate aéreo tuvo lugar la noche del 2 de noviembre de 1952, por un ejemplar del Escuadrón 513 Flying Nightmares (Pesadillas Voladoras), pilotado por el mayor William T. Stratton Jr., y el operador de radar, sargento maestro, Hans C. Hoglind, en la que sería la primera intercepción aire-aire nocturna con radar. El mayor Stratton derribó lo que pensó era un Yakovlev Yak-15 (aunque ningún Yak-15 fue utilizado en Corea). El Skyknight reclamó su primer caza MiG-15 el 8 de noviembre de 1952, cuando el capitán O.R. Davis y el contramaestre D.F, Ding Fessler derribaron la aeronave al noroeste de Pionyang. El teniente Joshep Corvi y su operador de radar, el sargento Dan George, establecieron otro récord la noche del 10 de diciembre de 1952. Lograron el primer derribo aire-aire sin contacto visual, al rastrear y fijar, solo con el radar, la posición de un biplano Polikarpov Po-2, que fue derribado con los cañones de 20 mm. A ellos también se les acreditó otra posible victoria esa noche.
El número de Skyknight del Cuerpo de Marines fue duplicado a 24 en enero de 1952, lo que permitió una escolta efectiva de los B-29 Superfortress en misiones de bombardeo nocturnas. El 12 de enero de 1953, un F3D-2 que escoltaba a varios B-29 en una misión nocturna, ubicó y derribó, por medio de vectorizado de radar, el cuarto avión cazado por un Skyknight. Al final de la guerra, los Skykninght se habían adjudicado el derribo de seis enemigos (un Po-2, un Yak-15 y cuatro MiG-15). Se produjo la pérdida de un avión por fuego enemigo, que era pilotado por el teniente Bob Bick y su operador, el suboficial Linton Smith, el 2 de julio de 1953. Este aparato había sido desincorporado de la cuarta flota compuesta (VC-4), ubicada en la base de la Guardia Nacional  en Atlantic City, e incorporado al escuadrón 513. Mientras que los Skyknight carecían de alas en flecha y de las altas prestaciones subsónicas de los MiG-15, su poderoso sistema de control de objetivos les permitía encontrar y atacar a otros aviones por la noche, mientras que la mayoría de los MiG-15 solamente podían ser guiados por radares ubicados en tierra.

### Después de la guerra de Corea

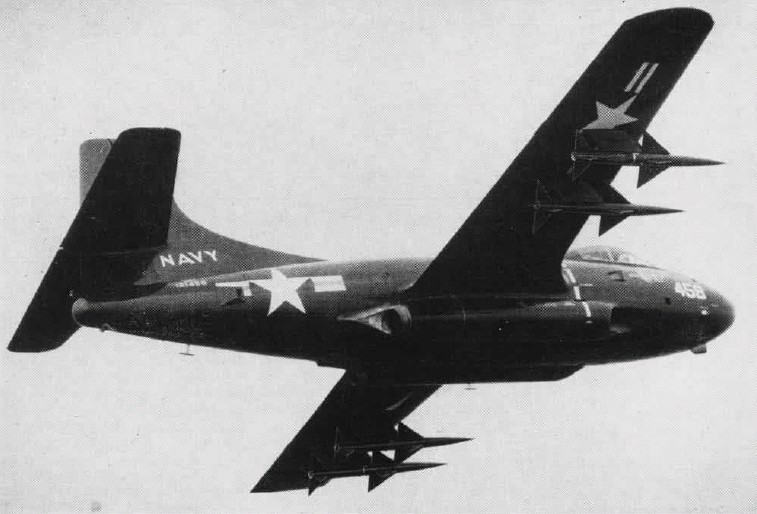
F3D Skyknight portando misiles AAM-N-2 Sparrow I durante unas pruebas, a principios de la década de 1950.

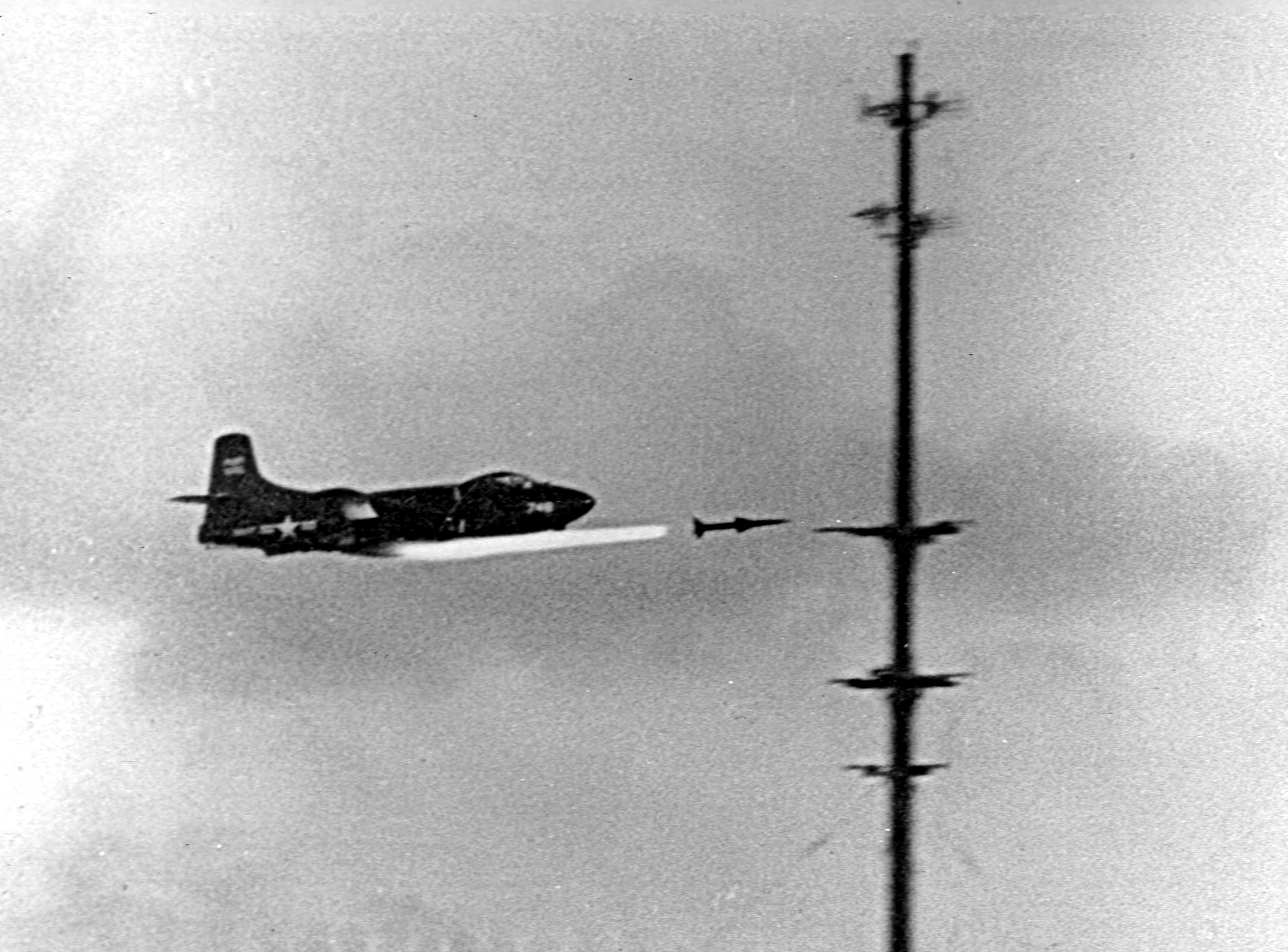
F3D Skyknight disparando un misil AAM-N-2 Sparrow I durante una prueba en 1950.

En los años posteriores a la guerra de Corea, el F3D fue reemplazado gradualmente por aviones más poderosos y con mejores sistemas de radar. Sin embargo, la carrera del F3D no había terminado; su estabilidad y fuselaje espacioso lo hicieron fácilmente adaptable a otros roles. Los F3D (bajo las designaciones de F3D-1M y F3D-2M) fue utilizado como soporte para el desarrollo de varios sistemas de misiles aire-aire durante la década de 1950, incluyendo el Sparrow I, II y III.
El misil Sparrow fue desarrollado en el Centro de Pruebas de Misiles de la Naval Air, ahora llamado Centro de Pruebas de Misiles del Pacífico (PMTC), y las primeras pruebas de disparo fueron llevadas a cabo en la Estación de Pruebas de la Ordenanza Naval en China Lake (ahora llamada Estación de Armamento de la Naval Air China Lake), California.
En 1954, el F3D-2M fue el primer avión a reacción de los Estados Unidos en ser equipado con un misil aire-aire operativo: el Sparrow I, un misil todo tiempo BVR que usaba guía de escalamiento de haz para el control del vuelo del misil. Solamente 28 Skyknight (12 F3D-1M y 16 F3D-2M) fueron modificados para utilizar misiles.
A finales de la década de los 50, cierto número de F3D-2 de los Marines fueron reconfigurados como aviones de guerra electrónica, y designados como F3D-2Q (al final EF-10B). Unos cuantos fueron también modificados para su uso como aviones entrenadores y fueron designados F3D-2T.
Cuando la Armada estadounidense hizo un nuevo requerimiento por una flota de aviones defensivos basados en misiles, la Douglas respondió, en 1959, con el F6D Missileer, que era esencialmente una versión más grande y actualizada del F3D, que podía llevar los misiles de corto alcance AAM-N-10 Eagle y, como características sobresalientes, la capacidad de llevar una gran carga de combustible, poca necesidad de mantenimiento y electrónica sofisticada, pero con poca velocidad y maniobrabilidad. Este concepto, que mantenía el modelo de ala recta, fue rápidamente cancelado debido a que no estaba diseñado para defenderse a sí mismo de otras naves de combate nocturno. El sistema de armamento de este prototipo fue adaptado para el F-111B, un reactor supersónico de alas de geometría variable, desarrollado por la General Dynamics-Grumman, lo que sería la versión de la Armada estadounidense de un reactor táctico con asientos lado a lado, usado también por la Fuerza Aérea. La versión de la USAF fue puesta en servicio como bombardero táctico, mientras que la versión de la Armada, fue prevista como caza para la defensa aérea de la flota, pero sería cancelada cuando sus prestaciones fueron claramente insuficientes para el rol del combate cercano. Tanto el sistema de radar AWG-9/Phoenix, así como el motor turbofan TF30 usados por el F-111B, también darían servicio a su sucesor, el F-14 Tomcat.
Los Skyknight continuaron en servicio hasta la década de los 60, con un diseño de pintura blanco gaviota, mientras que sus contemporáneos habían sido retirados mucho tiempo atrás. En 1962, cuando la Armada y la Fuerza Aérea de los Estados Unidos estandarizaron sus sistemas de nomenclatura, los F3D-1 fueron renombrados F-10A y los F3D-2 como F-10B.

### Guerra de Vietnam

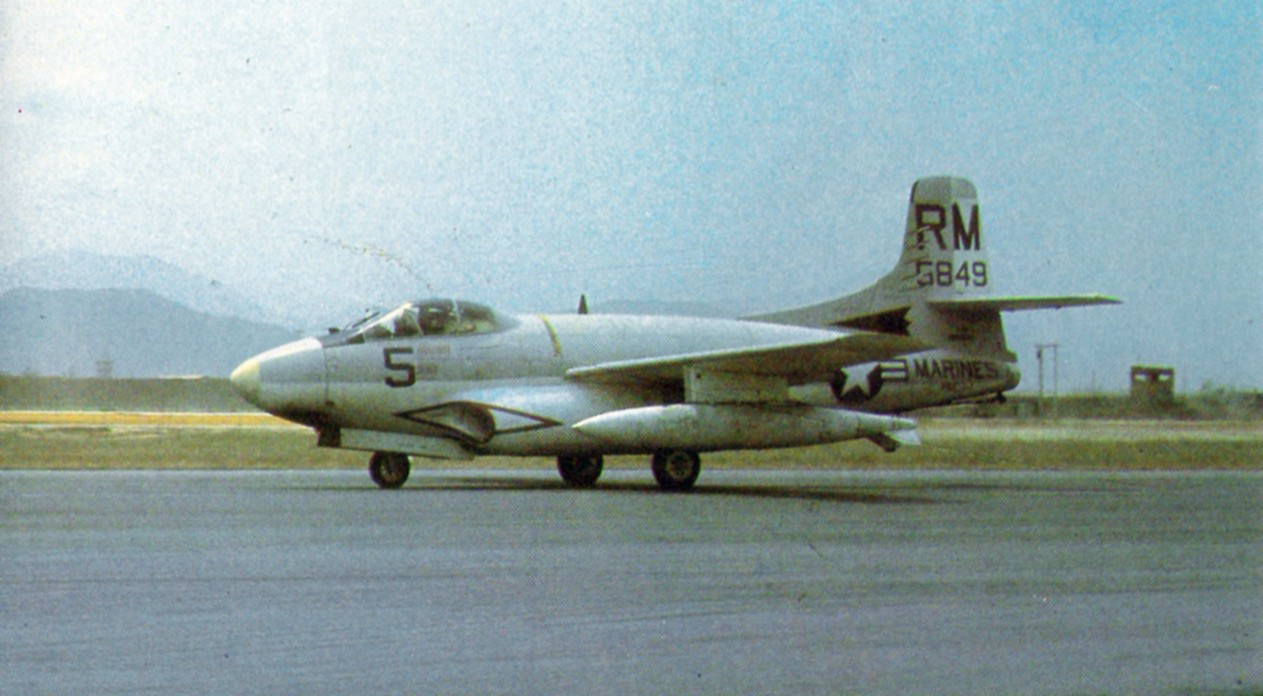
EF-10B Skyknight del VMCJ-1.

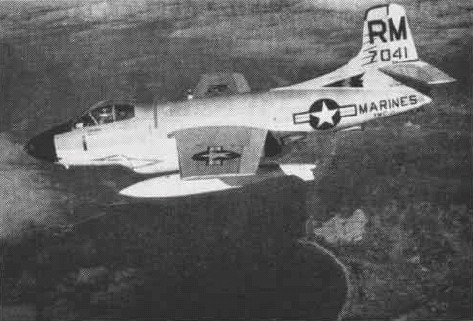
EF-10B (BuNo 127041) del VMCJ-1, volando sobre Vietnam en 1966. Este aeroplano fue derribado por un misil SA-2 el 18 de marzo de 1966, sobre la provincia de Nghe An, por el Batallón del 236.º Regimiento de Misiles de Vietnam del Norte. Los tenientes Brent Davis y Everett McPherson perecieron en el ataque.

El Skyknight fue el único avión de combate que participó en la guerra de Corea y que también fue desplegado en la guerra de Vietnam. El F-10B sirvió en el papel de guerra electrónica durante la guerra, de ahí que se le renombrara como EF-10B. El amplio interior de la cabina permitió suficiente espacio para el equipo electrónico. El Escuadrón Compuesto de Reconocimiento Uno, del Cuerpo de Marines, VMCJ-1 Golden Hawks comenzó a operar con seis EF-10B el 17 de abril de 1965, en la base aérea de Da Nang, bajo el mando del teniente coronel Wes Corman.  No más de 10 de estas aeronaves estuvieron en Vietnam al mismo tiempo. El sistema de guerra electrónica del Skyknight fue valioso en la tarea de contramedidas electrónicas para interferir los sistemas de guía y rastreo de los misiles superficie-aire SA-2. El VMCJ-1 hizo historia cuando, el 29 de abril de 1965, llevó a cabo la primera misión de interferencia de radar aérea realizada por el Cuerpo de Marines. Dicha misión se llevó a cabo para dar apoyo a la Fuerza Aérea en una misión de ataque. Cuatro EF-10B también llevaron a cabo ataques masivos sobre lanzaderas de SA-2 cerca de Hanói, el 27 de julio de 1965.
El primer aparato perdido en Vietnam fue alcanzado por un misil SA-2, el 18 de marzo de 1966, mientras que cuatro más fueron perdidos por accidentes o causas desconocidas. Las misiones con el objetivo de ataque electrónico hacia los sistemas de radares asociados al misil SA-2 fueron conocidas como misiones Fogbound (inmovilizado por la niebla). Los EF-10B también lanzaron señuelos radar sobre emplazamientos de radar. Las misiones de los EF-10B gradualmente fueron llevadas a cabo por la versión de contramedidas e intrusión electrónica del Grumman A-6 Intruder, que era más competente para tales tareas. Los Skyknight continuaron volando en misiones de intrusión electrónica de bajo perfil hasta que fueron retirados de Vietnam en octubre de 1969. Los EKA-3 Skywarrior y los Douglas B-66 Destroyer suplirían a los EF-10B en las misiones de intrusión electrónica.
Finalmente, el Cuerpo de Marines retiró su último EF-10B en mayo de 1970. Algunos aparatos continuaron volando como banco de pruebas para la firma armamentista Raytheon hasta la década de 1980.

## Variantes
XF3D-1
Prototipo con dos motores turborreactor Westinghouse J34-WE-24 de 1361 kgf, radar de búsqueda y obtención de objetivos APQ-35 y cuatro cañones de 20 mm, tres construidos.
F3D-1 Skyknight
Biplaza todo tiempo o avión de combate nocturno, equipado con los motores turborreactores Westinghouse J34-WE-32 de 1400 kgf, radar guardaespaldas en cola, sistema de contramedidas electrónicas, y otros dispositivos electrónicos que añadían 2268 kg de peso, 28 construidos. Primer vuelo: 13 de febrero de 1950.
F3D-1M Skyknight
12 F3D-1 fueron transformados en aviones de pruebas armados con misiles. Fueron usados en el desarrollo del misil aire-aire AIM-7 Sparrow.
F3D-2 Skyknight
Segunda versión producida, inicialmente equipada con dos motores turborreactores Westinghouse J34-WE-36 de 1542 kgf de empuje, alcanzó los 909 km/h a una altitud de 6.095 m, equipado con alerones, piloto automático y el radar mejorado Westinghouse AN/APQ-36, se construyeron 237. Primer vuelo: 14 de febrero de 1951.
F3D-2B Skyknight
Un F3D-1 fue utilizado para pruebas de armamento especial en 1952.
F3D-2M Skyknight
16 F3D-2 fueron convertidos en aeronaves equipadas con misiles AIM-7 Sparrow.
F3D-2Q Skyknight
35 F3D-2 fueron convertidos en aviones de guerra electrónica.
F3D-2T Skyknight
Cinco F3D-2 fueron convertidos en aviones de entrenamiento de combate nocturno.
F3D-2T2
55 F3D-2 fueron utilizados como entrenadores para la operación de radares y aviones de guerra electrónica.
F3D-3 Skyknight
Proyecto abandonado, se pretendió que fuera una versión avanzada con alas en flecha.
F-10A Skyknight
Nueva designación del F3D-1 dada en 1962.
F-10B Skyknight
Nueva designación del F3D-2 dada en 1962.
EF-10B Skyknight
Designación del F3D-2Q dada en 1962.
MF-10A Skyknight
Nueva designación del F3D-1M dada en 1962.
MF-10B Skyknight
Nueva designación del F3D-2M dada en 1962.
TF-10B Skyknight
Nueva designación del F3D-2T2 dada en 1962.

## Operadores
Estados Unidos
- Armada de los Estados Unidos
- Cuerpo de Marines de los Estados Unidos

## Aeronaves en exhibición
F3D-2
- 124598: Museo Nacional de Aviación Naval en la Estación Aérea Naval de Pensacola, Florida.[30]
- 124629: Museo del Aire y el Espacio Pima adjunto a la Base de la Fuerza Aérea Davis-Monthan en Tucson, Arizona.[31]
- 125807: Museo del Combate Aéreo en Topeka.[32]
- 125870, (numerado como 127039): Monumento conmemorativo de la guerra de Vietnam en Del Valle Park en  Lakewood, California. Está pintado con un diseño blanco y gris de la era de 1960 y 1970 del Cuerpo de Marines.[33] El aparato lleva en la cola el código 7L, que era el código de cola designado para el Destacamento de Entrenamiento de la Reserva Aérea de los Marines y de la Reserva Naval de los aviones destacados en la Estación Aérea Naval de Los Alamitos, en California.

F3D-2Q
- 124618: Museo Nacional del Cuerpo de Marines, en Quantico, Virginia.[34]
- 124620: Museo del Aire de Quonset en el aeropuerto estatal de Quonset, en Rhode Island.[35]
- 124630: Museo de la Aviación de los Leathernecks del Aire en la Estación Aérea del Cuerpo de Marines de Miramar, en California.[36]
- 125850: Museo del Centro de Prueba en Vuelo de la Fuerza Aérea en la Base de la Fuerza Aérea Edwards, en California. La aeronave estuvo en servicio hasta 1970 como parte del escuadrón VMCJ-3 destacado en la base del Cuerpo de Marines en El Toro, California; llevaba el código TN en la cola.[37]

F3D-2T
- 12704: Museo de Aerociencias del Empire State (ESAM), cerca de Schenectady, en Nueva York.[38][39] Este F3D fue operado por Raytheon en Massachusetts para pruebas electrónicas hasta que fue donado al Intrepid Sea-Air-Space Museum, en la ciudad de Nueva York. Fue exhibido en este museo desde 1987 hasta abril de 2012, cuando fue uno de los tres aviones llevados al ESAM para formar parte de la sala donde se encuentra el Transbordador Espacial Enterprise. Está pintado con la librea del Escuadrón de Combate Nocturno 513 del Cuerpo de Marines (VMF(N)-513) tal como voló durante la Guerra en Corea.[40]

## Especificaciones (F3D-2)

### Características generales
- Tripulación: Dos (piloto y navegante)
- Longitud: 13,8 m (45,4 ft)
- Envergadura: 15,3 m (50 ft)
- Altura: 4,9 m (16,1 ft)
- Superficie alar: 37,2 m² (400 ft²)
- Peso vacío: 8237 kg (18 154,3 lb)
- Peso cargado: 9715 kg (21 411,9 lb)
- Peso máximo al despegue: 12 180 kg (26 844,7 lb)
- Planta motriz: 2× turborreactor Westinghouse J34-WE-24.
  - Empuje normal: 15 kN (1530 kgf; 3372 lbf) de empuje cada uno.

### Rendimiento
- Velocidad máxima operativa (Vno): 909 km/h (565 MPH; 491 kt) a 6095 m s. n. m.
- Velocidad crucero (Vc): 731 km/h (454 MPH; 395 kt)

### Armamento
- Cañones: 

  - 4x Hispano-Suiza HS.404 de 20 mm
- Bombas: 

  - 2 de 900 kg
- Cohetes: 

  - 2x Tiny Tim
- Misiles: 

  - 4x Sparrow I

### Aviónica
- Radar delantero: AN/ANPQ-45
- Radar trasero: AN/ANPQ-28

## Aeronaves relacionadas

### Desarrollos relacionados
- Douglas F6D Missileer

### Aeronaves similares
- Avro Canada CF-100 Canuck
- Northrop F-89 Scorpion
- Curtiss-Wright XF-87 Blackhawk
- Lockheed F-94 Starfire
- De Havilland Sea Vixen
- de Havilland Sea Venom
- Gloster Javelin
- Yakovlev Yak-25

### Secuencias de designación
- Secuencia F_D (Cazas de la Armada estadounidense, 1922-1962 (Douglas, 1922-1962)): XFD - F3D - F4D - F5D - F6D
- Secuencia F-_ (Cazas estadounidenses, 1962-presente): ← F-7 - F-8 - F-9 - F-10 - F-11 - YF-12 - F-14 →